# Entimus
Entimus é um gênero de insetos da ordem Coleoptera e da família Curculionidae ("gorgulhos" -pl.), subfamília Entimini, classificado por Ernst Friedrich Germar em 1817; contendo oito espécies de besouros da região neotropical, distribuídas da Mesoamérica, na América do Norte, até o norte da Argentina, na América do Sul. Sua espécie-tipo é Entimus imperialis, classificada em 1771 por Johann Reinhold Forster sob o nome Curculio imperialis.

## Descrição
O gênero inclui indivíduos ou espécimes cuja dimensão pode chegar aos 4.5 centímetros de comprimento e que são caracterizados, quase sempre, pela presença de élitros contendo escamas iridescentes; o que lhes reveste de um brilho em verde, azul, dourado e vermelho, graças a estruturas fotônicas tridimensionais que as fazem brilhar como diamantes; única exceção feita para a espécie Entimus arrogans, que possui suas escamas esbranquiçadas e em forma de seta.

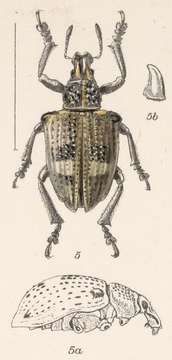
Entimus arrogans Pascoe 1872, única espécie não-iridescente do gênero Entimus.

## Etimologia e origem
O termo Entimus provém do grego antigo Ἔντιμος, sendo este o nome de um dos fundadores da cidade de Gela, na Sicília (Itália); aparecendo pela primeira vez para a ciência na página 339 do Magazin der Entomologie, volume 2, neste trecho:

## Habitat e biologia
De acordo com texto publicado na Revista Chilena de Entomología (1951), o gênero Entimus parece ocorrer principalmente em áreas costeiras ou terras de baixa altitude, penetrando o interior através do curso dos rios; Entimus granulatus subindo a cordilheira dos Andes pro Equador, Peru e Bolívia. A mesma publicação cita que os hábitos alimentares dos adultos de Entimus imperialis e Entimus nobilis podem estar associados às árvores de paineira (Chorisia) e embiriçu (Pseudobombax), de acordo com Bruch (1932), equanto este último fora visto se alimentando de Stigmaphyllon, nada se comentando na ocasião sobre as suas larvas.

## Espécies
- Entimus arrogans Pascoe 1872
- Entimus excelsus Viena 1968
- Entimus fastuosus (Olivier 1790)
- Entimus formosus Viena 1958
- Entimus granulatus (Linnaeus 1758)
- Entimus imperialis (Forster 1771)
- Entimus nobilis (Olivier 1790)
- Entimus sastrei Viena 1958[1]